# Френският бюлетин на Либърти, Канзас Ивнинг Сън
„Френският бюлетин на Либърти, Канзас Ивнинг Сън“ (на английски: The French Dispatch of the Liberty, Kansas Evening Sun) е комедийна драма от 2021 година на режисьора Уес Андерсън, който също е сценарист и продуцент на филма. Във филма участват Бенисио дел Торо, Ейдриън Броуди, Тилда Суинтън, Леа Седу, Франсис Макдорманд, Тимъти Шаламе, Лина Коудри, Джефри Райт, Матю Амарлик, Едуард Нортън, Уилем Дефо, Хенри Уинклър, Бил Мъри и Оуен Уилсън.

## Сюжет
Артър Хауицър-младши (Бил Мъри), главен редактор на печатното издание „Френският бюлетин“, умира изненадващо от инфаркт. Предсмъртната му воля е вестникът да прекрати дейността си с един последен брой, съдържащ три статии от предишни броеве и некролог. Трите статии са представени във филма като отделни истории.

## Актьорски състав
Епизод „Репортер на колело“ (The Cycling Reporter)
- Оуен Уилсън – Хербсен Сазерак, автор на интересни пътеписи (негов прототип е Джоузеф Мичъл, американски публицист на „Ню Йоркър“)

Епизод „Стоманобетонен шедьовър“ (The Concrete Masterpiece)
- Бенисио дел Торо – Моузес Розенталер, затворен художник, убиец и психопат
- Тони Револори – млад Розенталер
- Тилда Суинтън – Дж. К. Л. Беренсен, писателка и служителка във вестника (нейният прототип е Розамонд Берние, журналистка и преподавателка, основател на парижкото списание „L'oeil“)
- Ейдриън Броуди – Жулиен Кадацио, търговец на произведения на изкуството в затвора (негов прототип е Джоузеф Дувин, един от най-известните търговци на изкуство в САЩ)
- Леа Седу – Симон, пазач на затвора и Муза на Моузес Розенталер
- Боб Балабан – Ник, чичо и бизнес партньор на Кадацио
- Хенри Уинклер – Джо, чичо и бизнес партньор на Кадацио
- Лоис Смит – Апшур „Моу“ Клампет, богата дама и колекционер на произведения на изкуството
- Денис Меноче – пазач на затвора
- Лари Пайн – главен съдия
- Морган Полански – млада жена
- Феликс Моати – главен кетъринг

Епизод „Поправки към манифеста“ (Revisions to a Manifesto)
- Франсис Макдорманд – Лусинда Кременц, журналистка, описваща студентите революционери (нейният прототип е Мейвис Галант, канадска писателка)
- Тимъти Шаламе – Зефирели, студент революционер
- Лина Худри – Жулиета, студентка революционерка, приятелка на Зефирели
- Алекс Лоутър – Морисо, студент революционер / актьор, играещ на сцената Морисо, който покончил със себе си
- Мохамед Белхаджин – Мич-Мич, студент-революционер, призован във военната служба
- Том Хъдсън – актьор, който играе Мич-Мич на сцената
- Гийом Галиен – г-н Б., бащата на Зефирели
- Сесил дьо Франс – г-жа Б., майката на Зефирели
- Кристоф Валц – Пол Дювал, приятел на семейство Б.
- Рупърт Френд – дил-сержант / актьор, играещ войник
- Тохиб Джимо – кадет №1 / актьор, играещ военен новобранец
- Лили Талеб – приятелката на Жулиет, студентка революционерка
- Стефан Бак – специалист по комуникации

Епизод „Частна столова на полицейския комисар“ (The Private Dining Room of the Police Commissioner)
- Джефри Райт – Ройбек Райт, автор на есе за храна (неговите прототипи е Джеймс Болдуин, американски писател, и Абът Джоузеф Либлинг, журналист на „Ню Йоркър“
- Лийв Шрайбър – водещ на токшоу (негов прототип е Дик Кавет, американски комик и водещ на токшоу)
- Матийо Амалрик – комисаря / полицай с отвлечен син
- Стив Парк – Нескафие, готвач и полицай, който решава отвличане
- Иполит Жирардо – суфлер
- Уилем Дефо – Алберт „Абакът“, затворник и счетоводител от подземния свят
- Едуард Нортън – шофьор / похитител
- Сърша Ронан – наркоманка / танцьорка №1, член на банда похитители
- Деймиън Бонард – полицейски детектив
- Родолф Поли – патрулният Мопасан
- Антония Десплат – наркоманка / танцьорка №2, член на банда похитители
- Моризет Кудиват – Маман
- Уинстън Айт Хелал – Джиджи, отвлечен син на комисаря

Некролог
- Бил Мъри – Артър Хауицър младши, главен редактор (негов прототип е Харолд Уолъс Рос, американски журналист, който е съосновател на списание „Ню Йоркър“)
- Елизабет Мос – Алюмна, управляващ редактор
- Джейсън Шуорцман – Хермес Джоунс, карикатурист
- Фишър Стивънс – литературен редактор
- Грифин Дън – юрисконсулт
- Уолъс Володарски – журналист
- Анжелика Хюстън – разказвач
- Бруно Делбонел – Тип-Топ, френски поп певец
- Анжелика Бети Фелини – коректор